# Aurora (planetoïde)
(94) Aurora is een grote planetoïde in een baan om de zon, in de planetoïdengordel tussen de banen van de planeten Mars en Jupiter. Aurora heeft een ellipsvormige baan, die bijna 8° helt ten opzichte van de ecliptica. Tijdens een omloop varieert de afstand tot de zon tussen de 2,895 en 3,435 astronomische eenheden.

## Ontdekking en naamgeving
Aurora werd op 6 september 1867 ontdekt door de Canadese astronoom James Craig Watson in Ann Arbor. Watson ontdekte eerder de planetoïden (79) Eurynome en (93) Minerva en zou in totaal 22 planetoïden ontdekken.
Aurora is genoemd naar Aurora, in de Griekse mythologie de godin van de morgenraad.

## Eigenschappen
Bij waarnemingen van een sterbedekking in 2001 bleek dat Aurora waarschijnlijk een ellipsoïde vorm heeft met afmetingen van 225 bij 173 km. Ze wordt door spectraalanalyse ingedeeld bij de C-type planetoïden. C-type planetoïden hebben een relatief laag albedo (en daarom een donker oppervlak) en zijn rijk in organische verbindingen. Aurora’s albedo is nog geen 0,04, wat betekent dat de planetoïde donkerder dan roet is.
Aurora draait in 7,22 uur om haar eigen as.